# Grzebień (przedmiot)

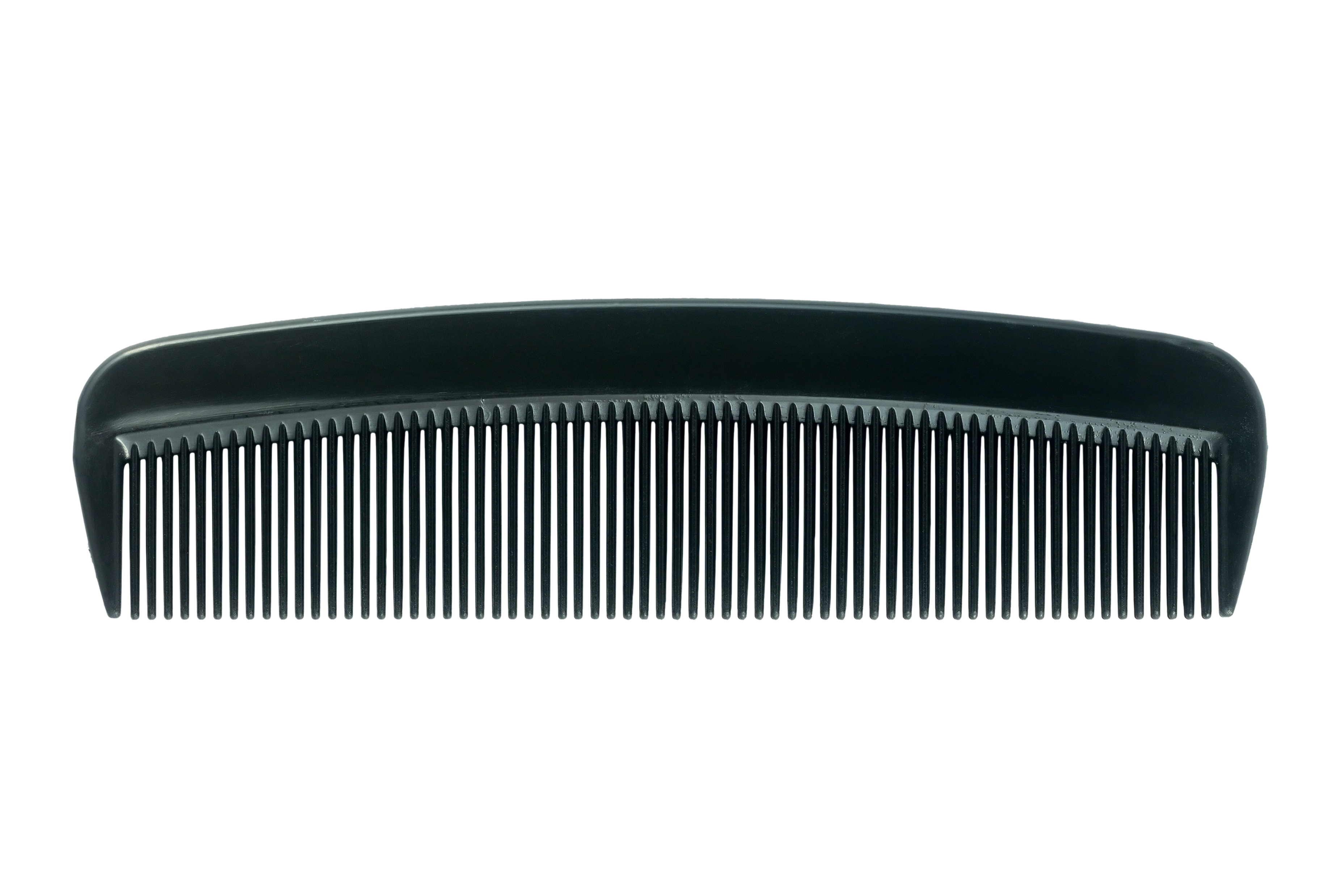
Współczesny grzebień

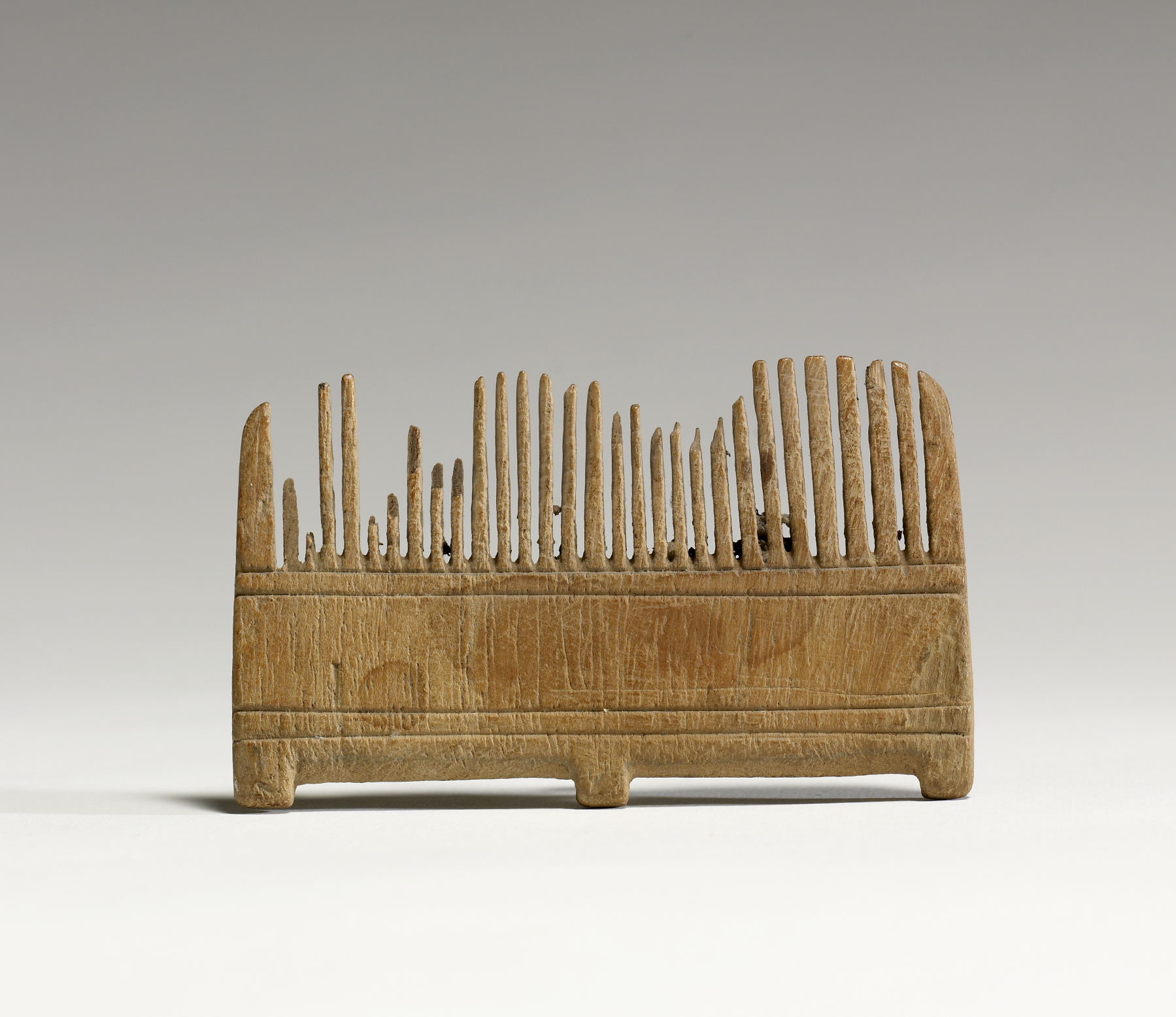
Grzebień z okresu starożytnego Egiptu (ok. 1550-1307 r. p.n.e.)

Grzebień – przyrząd służący do układania włosów, narzędzie fryzjerskie, mające postać rączki z wystającym w jednej płaszczyźnie szeregiem sprężystych kolców w bardzo bliskiej od siebie odległości. 
Grzebienie wytwarzane są z: tworzyw sztucznych, kauczuku, silikonu, włókien węglowych, rogu, metalu, aluminium, drewna z żywicami epoksydowymi, twardej gumy, szylkretu, kości słoniowej. Grzebień jest jednym z najstarszych przyrządów toaletowych ludzkości. Był także stosowany jako element ozdobny do podpinania fryzury lub ozdoby włosów. W modzie biedermeierowskiej szczególnie popularne były grzebienie szylkretowe wycinane we wzory wpinane w wysokie koki.
 Współcześnie zwykle wykonywany z tworzywa sztucznego. Do zastosowań we fryzjerstwie, wykonywane z materiałów nieelektryzujących się.

## Historia
Najstarszy grzebień wykonany ze zwierzęcej kości został znaleziony na terenach Skandynawii, datowany jest na 8 tysięcy lat p.n.e. W najstarszych grobach kultur starożytnych zwykle znajdowane są ozdobne spinki, wisiory i właśnie grzebienie. Na terenie Polski najstarsze grzebienie pochodzą z zespołów grobowych z I wieku. Wykonywane były z kości, rogów i drewna. Wśród odkryć archeologicznych znajdują się grzebienie jednostronne i dwustronne, jednopłytkowe, wykonane z jednego kawałka rogu lub kości, jak i trójwarstwowe, gdzie między dwiema płytkami, które stanowiły uchwyt, umocowane są uzębione płytki. Wszystkie części spajano nitami żelaznymi lub brązowymi. Powyżej linii zębów przyozdabiano je płaskorzeźbami przedstawiającymi wizerunki zwierząt, kamieniami szlachetnymi, perłami, rycinami ze scenami mitologicznymi itp. Grzebień dwurzędowy znaleziony na terenie opactwa benedyktynow w Tyńcu z okresu wczesnego średniowiecza (który można zobaczyć w muzeum archeologicznym w Krakowie) jest ozdobiony charakterystycznymi kółkami z otworkiem w środku. Grzebień został znaleziony także na terenie dawnego grodu na Górze Lecha w Gnieźnie.
Oprócz funkcji toaletowych grzebień pełnił też inne funkcje – używano go do zbierania płodów rolnych, czesania lnu, łowienia ryb, zdobienia ceramiki. Prawdopodobnie pełnił też funkcję magiczną. W 2017 roku na terenie obecnego Izraela odnaleziono dwurzędowy grzebień z kości słoniowej. W 2022 roku odczytano inskrypcję na nim: „Niech ta kość wytępi wszy z włosów i brody!”, które jest magicznym zaklęciem przy walce z wszami. Napis powstał około 3700 lat temu
Grzebień z tworzywa sztucznego pierwszy wyprodukował w brytyjskiej fabryce przedmiotow codziennego użytku Alexander Parkes (1813–1890) w XIX wieku.

## Typy grzebieni
- grzebień do rozczesywania włosów[8]
- grzebień do wyczesywania zabrudzeń[8]
- grzebień do wyciskania fal z włosów[8]
- grzebień do strzyżenia fryzur jeż[8]
- grzebień do rozjaśniania i farbowania[8]
- grzebień do czesania koka[8]
- grzebień do tapirowania[8]